# Guacochito
Guacochito es uno de los centros poblados del municipio colombiano de Valledupar que integran su zona noroccidental rural. El poblado bordea con las aguas del río Cesar, en el departamento del mismo nombre.

## Geografía
Guacochito limita al norte con los centros poblados Alto de la Vuelta y Badillo; hacia el occidente limita con el centro poblado Las Raíces y el corregimiento de Los Corazones; Al sur con el corregimiento de Guacoche. Hacia el oriente limita con el río Cesar y el departamento de La Guajira, con los municipios de Villanueva y Urumita.

## Historia
El territorio que actualmente comprende Guacochito fue territorio de indígenas de la etnia chimila. Los españoles tomaron posesión de las tierras para uso agrícola y ganadero a partir de 1578 con la figura de sabanas comunales.
El asentamiento de Guacochito fue formado por colonos invasores a principio del siglo XIX y aún continúan pidiendo titulación de predios.
Guachochito se convirtió en centro poblado en 1993 tras una secesión del corregimiento de Guacoche, del cual era una de sus veredas. Al separarse los pobladores se sometieron a plebiscito para cambiar el nombre por el del santo patrono del pueblo, Fray Martín de Porres. El plebiscito se llevó a cabo el 11 de abril del mismo año, pero por acuerdo municipal se mantuvo el nombre de Guacochito. El presidente del Concejo de Valledupar, Robert Romero Ramírez, fue quien propuso el ascenso de categoría. El primer inspector del centro poblado fue Edgar Enrique Farello.

## Cultura
La mayoría de los habitantes de Guacochito perteneces a la Iglesia católica. El 20 de julio de 2015, el centro poblado inauguró la Iglesia San Martín de Porres.